# Jacob Peter Mynster
Jacob Peter Mynster, född den 8 november 1775, död den 30 januari 1854, var en dansk biskop, bror till Ole Hieronymus Mynster. 
Mynster blev 1794 teologie kandidat och 1802 kyrkoherde i Spjellerup. I sin barndom hade Mynster fått en sträng, pietistisk uppfostran, som avlägsnade honom från den positiva kristendomen, men hans varma religiösa känsla sårades likväl i hög grad av tidens ytliga och råa rationalism. Då biskop Boisen 1806 framlade sitt avgjort rationalistiska förslag till förbättring av den offentliga gudstjänsten, slungade Mynster därför mot detsamma från sin ensliga prästgård en kraftig gensägelse i konservativt kyrklig anda, vilken väckte stor uppmärksamhet och ej ringa ovilja inom de ledande kretsarna, men kom planen att stranda. 
De följande åren skrev Mynster flera lärda avhandlingar, såsom Om forfatteren af brevet til de hebræer och Om Justinus Martyrs brug af vore evangelier. 1810 utgav han sin första predikosamling (4:e uppl. 1848), ett klart och vältaligt vittnesbörd för evangeliets sanning. Utnämnd till präst vid Vor Frue kirke i Köpenhamn 1811, vann han stort anseende och delar med Grundtvig förtjänsten att ha krossat rationalismen i Danmark. Grundtvig verkade mera på allmogen, Mynster på de bildade klasserna. 
1814 deltog Mýnster i stiftandet av danska bibelsällskapet och blev samma år ledamot av kommissionen för granskningen av översättningen av Nya testamentet samt inlade största förtjänsten om denna revision (1819). Som medlem av direktionen för den högre undervisningen (1817–34) bidrog han väsentligen till skolväsendets utveckling. 1815 utkom en ny samling predikningar och 1823 en fullständig årgång (4:e uppl. 1845).
Mynster utnämndes till hovpredikant 1826, till "konfessionarius" 1828 och till biskop över Själlands stift 1834. I sistnämnda ställning var Mynster en mycket myndig man, som strängt höll på formerna och sökte hindra eller hålla nere allt, som kunde väcka oro i kyrkan. Han var en hårdnackad motståndare till grundtvigianismen och en ivrig kämpe mot
lekmannaverksamheten inom kyrkan; också ville han 1842 med polisens hjälp tvinga baptisterna att låta döpa sina barn. 
Hans 1839 framlagda förslag till ändring i ritualen mötte i synnerhet från Grundtvigs sida starkt motstånd och blev aldrig antaget. Samma spänning uppstod, då Mynster 1845 utarbetade ett tillägg till den auktoriserade psalmboken (från 1798) och därvid medtog blott en enda av Grundtvigs psalmer. Även på det politiska området lade han i dagen sin konservatism, både i Roskilde ständerförsamling 1835–48 och i den grundlagstiftande riksförsamlingen 1848–49, där han var en av de tio, som protesterade mot grundlagen. 
Även om Mynster utövat stort inflytande på det religiösa livet i Danmark, var han likväl inte det oförfärade "sanningsvittne", som biskop Martensen kallade honom i sin likpredikan och över vilken karakteristik Søren Kierkegaard med rätta bröt staven. Mynsters byst restes vid Vor Frue kirke 1875.